# Castello di Pietramogolana
Il castello di Pietramogolana è un maniero medievale i cui resti sorgono su uno spuntone di roccia a strapiombo sul fiume Taro a Pietramogolana, piccola frazione di Berceto, in provincia di Parma.

## Storia

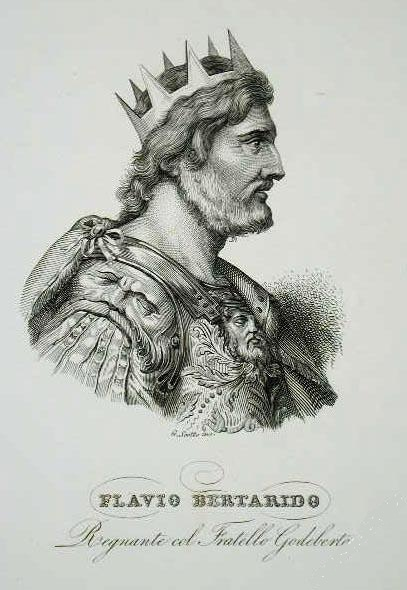
Il re dei Longobardi Pertarito

La prima fortificazione a presidio della val Taro fu eretta probabilmente già nel VII secolo. "Petra Mugulana", all'epoca posta al confine tra i territori dipendenti dalle città di Parma e Piacenza, fu infatti menzionata per la prima volta in un diploma del re dei Longobardi Pertarito del 23 ottobre 674.

Stemma dei Platoni

Grazie alla sua posizione strategica, la rocca fu a lungo contesa dalle più importanti famiglie della zona. All'inizio dell'XI secolo apparteneva al conte Plato Platoni, che alla sua morte nel 1022 la lasciò al quinto figlio Begarolo. Tuttavia già nel 1035 l'imperatore del Sacro Romano Impero Corrado II il Salico concesse al vescovo di Parma Ugo l'autorità su tutto il territorio della città, da cui dipendeva anche il maniero; l'autorità diocesana, esercitata attraverso i canonici del Capitolo della Cattedrale di Parma, fu confermata da altri imperatori, tra i quali Ottone IV di Brunswick, che nel 1210 concesse piena autorità al vescovo Obizzo Fieschi, il quale fece fortificare i castelli posseduti nel Parmense e in particolare quello di Pietramogolana.

Stemma dei Pallavicino

Stemma dei Sanvitale

Nel 1219 l'imperatore Federico II di Svevia concesse al Comune di Parma la conferma degli antichi diritti, tra cui il pieno potere sul territorio; ciò fu interpretato dal podestà Negro Mariani da Cremona quale attestazione della completa autonomia dall'autorità episcopale; Obizzo Fieschi si oppose e si rivolse al papa Onorio III, che l'anno seguente ristabilì l'autorità della diocesi su tutti i territori governati in precedenza, tra cui il castello di Pietramogolana; l'accordo tra il Comune e il vescovo fu ratificato nel 1221. Obizzo Fieschi assegnò il castello ai conti Platoni, in cambio del versamento di 50 libbre imperiali.
Nel 1240 il marchese Oberto II Pallavicino conquistò il forte di Pietramogolana, di cui fu investito ufficialmente nel 1249 da parte dell'imperatore Federico II di Svevia; nel 1260 i fratelli Rangone, Uberto, Alberto e Rodolfo Platoni presero possesso del castello, poi riconquistato alla diocesi di Parma nel 1295 da Gianquirico Sanvitale, che ne fu investito dal vescovo Obizzo Sanvitale. Nel 1327 l'imperatore Ludovico il Bavaro confermò al marchese Manfredino Pallavicino i privilegi sulle terre possedute dalla casata, tra cui Pietramogolana; nel 1355 il Signore di Milano Bernabò Visconti confermò invece l'investitura a Giberto Sanvitale, erede di Gianquirico. Nel 1361 i Platoni alienarono la loro terza parte del feudo di Pietramogolana al conte Giberto.
Nel 1391 i Pallavicino presero possesso con la forza del castello, distruggendolo; nel 1395 il marchese Niccolò Pallavicino ne fu ufficialmente investito dall'imperatore Venceslao di Lussemburgo e nel 1404 ricostruì il maniero. Nello stesso anno Pier Maria I de' Rossi attaccò e conquistò il forte e le terre vicine, tra cui Berceto; tuttavia già nel 1408 Giacomo Terzi gli sottrasse Pietramogolana, per perderla ancora l'anno seguente in favore dei Rossi in base a una sentenza, cui nel 1412 fece opposizione il vescovo di Parma Bernardo Zambernelli appellandosi al Tribunale della Rota Romana; riottenuta la rocca, nel 1423 la diocesi la riassegnò ai fratelli Manfredo e Bartolomeo Pallavicino.
Nel 1428 le truppe del duca di Milano Filippo Maria Visconti, guidate dal capitano di ventura Niccolò Piccinino, assaltarono il castello di Pellegrino, arrestando il marchese Manfredo Pallavicino; quest'ultimo fu costretto sotto tortura a confessare di aver congiurato contro il duca, che lo condannò a morte confiscando tutte le sue proprietà, tra cui Pietramogolana, che furono assegnate al Piccinino. Nel 1450 il vescovo Delfino della Pergola riuscì a recuperare il feudo; il castello fu ampliato e rinforzato nel 1460 dal vescovo civitatense Agostino, commissario apostolico del papa Pio II, che assegnò Pietramogolana al conte Stefano Sanvitale.
Nel 1551 i Rossi assaltarono e conquistarono il forte, ma l'anno successivo lo restituirono ai Sanvitale; in seguito tuttavia il castello perse il suo ruolo strategico, cadendo in un lento declino a causa del disinteresse da parte della casata.
Nel 1627 il feudo fu ceduto alla Camera Ducale di Parma che lo assegnò al conte Cornelio Palmia; i suoi eredi lo mantennero fino al 1739, quando la famiglia si estinse con la morte dell'ultimo conte Luigi e Pietramogolana fu riassorbita dal ducato di Parma e Piacenza.
Verso la fine del XIX secolo le famiglie del borgo acquistarono il castello, ormai ridotto a un cumulo di rovine.
Nel 2012 i numerosi proprietari dei ruderi donarono l'antico maniero al Comune di Berceto, che incaricò l'architetto Roberto Bruni del progetto di recupero, non ancora avviato per mancanza di fondi.

## Descrizione

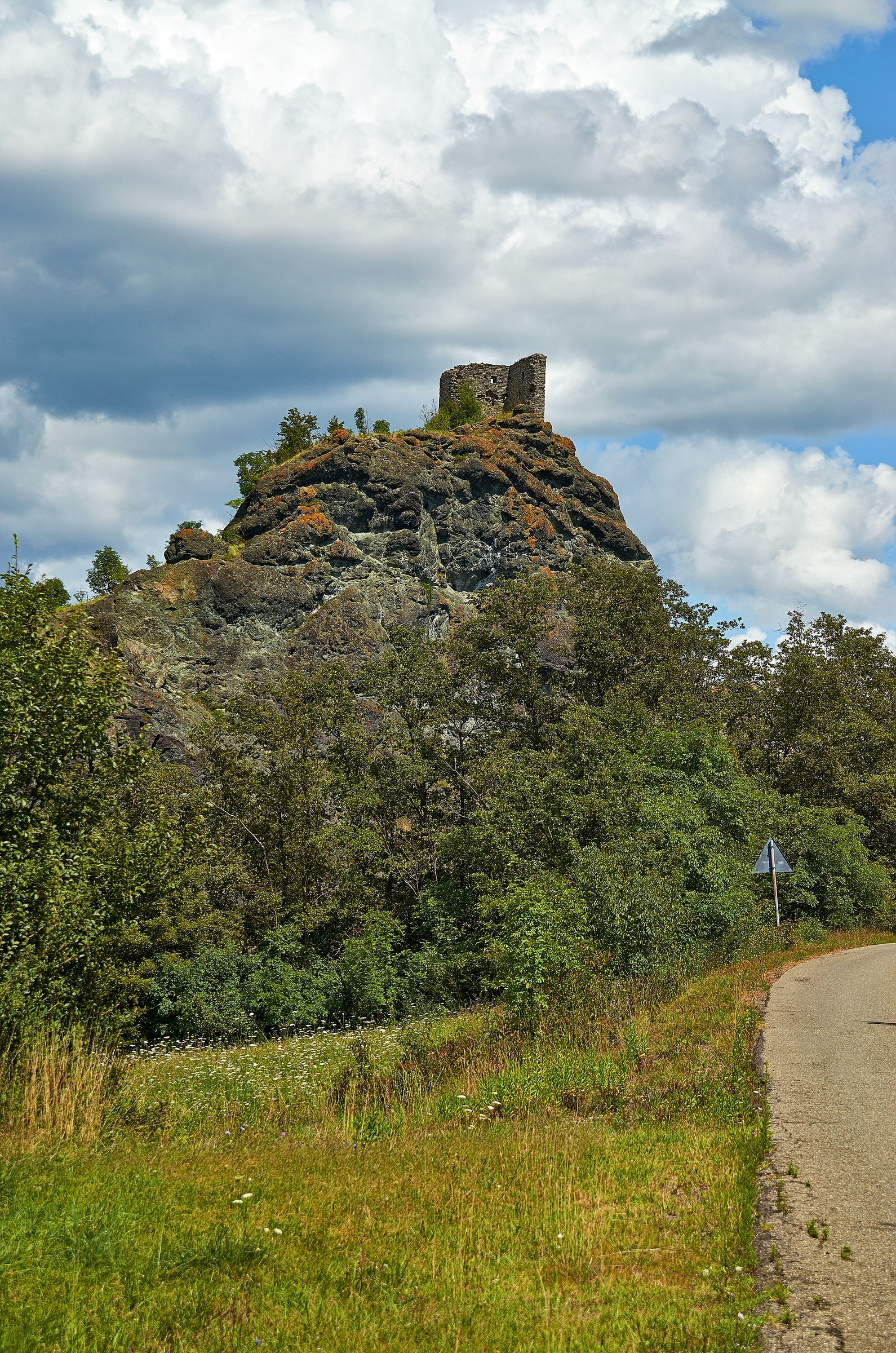
I ruderi del castello

Del possente castello medievale, posizionato accanto al piccolo borgo sulla cima di uno scosceso spuntone di roccia, rimangono oggi soltanto poche tracce del mastio e della rocca, raggiungibili con difficoltà a causa del crollo del sentiero originario.
Della torre in pietra, sviluppata su una pianta quadrata, si conserva il livello terreno di tre pareti perimetrali; più in basso verso il borgo sono invece ancora distinguibili solo poche tracce del corpo principale, che forniscono un'idea della configurazione planimetrica medievale del complesso.